# Beinn Mheadhoin (Morvern)
Der Beinn Mheadhoin ist ein 739 m hoher Berg in den Northwest Highlands in Schottland. Er liegt auf der Morvern-Halbinsel und gehört zu Lochaber. 

## Etymologie
Beinn (manchmal auch Bheinn oder nur Ben) ist der gälische Name für Gipfel oder Berg. Mheadhoin ist die Lenisierung des Schottisch-Gälischen meadhan mit der Bedeutung Mitte, mittlerer. Der Beinn Mheadhoin ist folglich der mittlere Berg oder Mittelgipfel.

## Geographie
Der als Graham und Marilyn eingestufte Berg liegt etwa 5 Kilometer nordnordwestlich von Glensanda, 4 Kilometer westlich des Loch a Choire und 3 Kilometer südlich des Loch Lisge (auch Loch Uisge). Nächstgrößere Ansiedlung ist Strontian, das sich etwa 10 Kilometer (Luftlinie) weiter nördlich am Loch Sunart befindet.
Beinn Mheadhoin besitzt einen schönen, mit einem Cairn markierten Hauptgipfel und von ihm ausgehend drei Gratsysteme. Nördlich des Hauptgipfels erhebt sich der 609 Meter hohe Meall na Greine und südlich der 702 Meter hohe Beul Choire nan Each, daher wahrscheinlich auch die Bezeichnung Mittlerer Gipfel für den Berg. Nordöstlich des Meall na Greine liegt noch ein weiterer, 538 Meter hoher Gipfel, der Sgurr Shalachain. Der Beul Choire nan Each besitzt einen südöstlichen Vorgipfel, den 564 Meter hohen Sgurr A' Bhuic. Somit formt das Massiv einen nach Osten offenen, hufeisenförmigen Halbkreis, der Kingairloch (oder Ceann Ghear Loch) umrahmt.
Die Ostseite des Massivs fällt relativ steil ab – verglichen mit der recht sanften Westseite des Berges. Der Hauptgipfel entsendet einen Ostnordostgrat und auch vom Sgurr A' Bhuic gehen zwei markante Nordostgrate aus. Die zwischen den Graten liegenden Glens entwässern alle in östliche Richtung zum Loch a Choire. Die beiden nördlichen enden in einer sanften Talniederung am Ausgang des Loch a Choire – der Home Farm. 
Der Loch Lisge liegt 2 Kilometer nördlich vom Sgurr Shalachain. An ihm führt die vom Ort Kingairloch ansteigende B 8043 vorbei, welche sodann in die A 884 einmündet. Die A 884 bildet in etwa die Westbegrenzung des Massivs, sie folgt nach Südwesten dem Fluss Allt Beitheach, der dann in das Glen Geal übergeht, welches bei Acharn und Claggan schließlich im Loch Arienas endet.

### Zugang
Der kürzeste Anstieg erfolgt praktisch weglos über den Ostnordostgrat von der Home Farm in Kingairloch am Loch a Choire. Die Anstiegszeit beträgt etwa 4 Stunden. Ein einfacherer, aber etwas längerer Anstieg geht von der A 884 im Westen aus. Auch hier geht es weglos den baumlosen Berghang zum Gipfel hinauf.

### Gipfelpanorama
Der Gipfel des Beinn Mheadhoin bietet einen ausgezeichneten Rundumblick. Zu sehen sind die Inneren Hebriden, Eigg, Rùm, Uist, Skye mit den Cuillin Hills, Mull mit Ben More, Jura mit den Paps of Jura, der Firth of Lorn, Lismore im Loch Linnhe mit Ben Cruachan, Appin, Glen Coe und schließlich der Ben Nevis.

## Geologie
Der Beinn Mheadhoin ist aus dem Glensanda-Granodiorit aufgebaut und gehört somit zum Strontian-Pluton. Der Granodiorit ist 418 Millionen Jahre alt und stammt aus dem Silur. Am Ostfuß des Berges erscheint bereits die Fazies Porphyrischer Quarzmonzodiorit, die etwas älter als der Granodiorit ist und sich petrologisch von ihm unterscheidet.
Auf der Südseite des Berges am Meall na h-Easaiche wurde ab 1982 etwa 2 Kilometer nördlich von Glensanda ein Riesensteinbruch zur Gewinnung von Granodioritgranulat angelegt. Der ab 1986 in Betrieb genommene Riesensteinbruch hat sich mittlerweile fast bis an den Grat zwischen Beul Choire nan Each und Sgurr A' Bhuic vorgearbeitet und erreicht nahezu die 600-Meter Höhenlinie. Das gesprengte und mittels Kegelbrecher zerkleinerte Material gelangt mittels Förderbändern zur Schiffs-Verladestelle am Loch Linnhe und wird von dort in die gesamte Welt transportiert.

## Flora

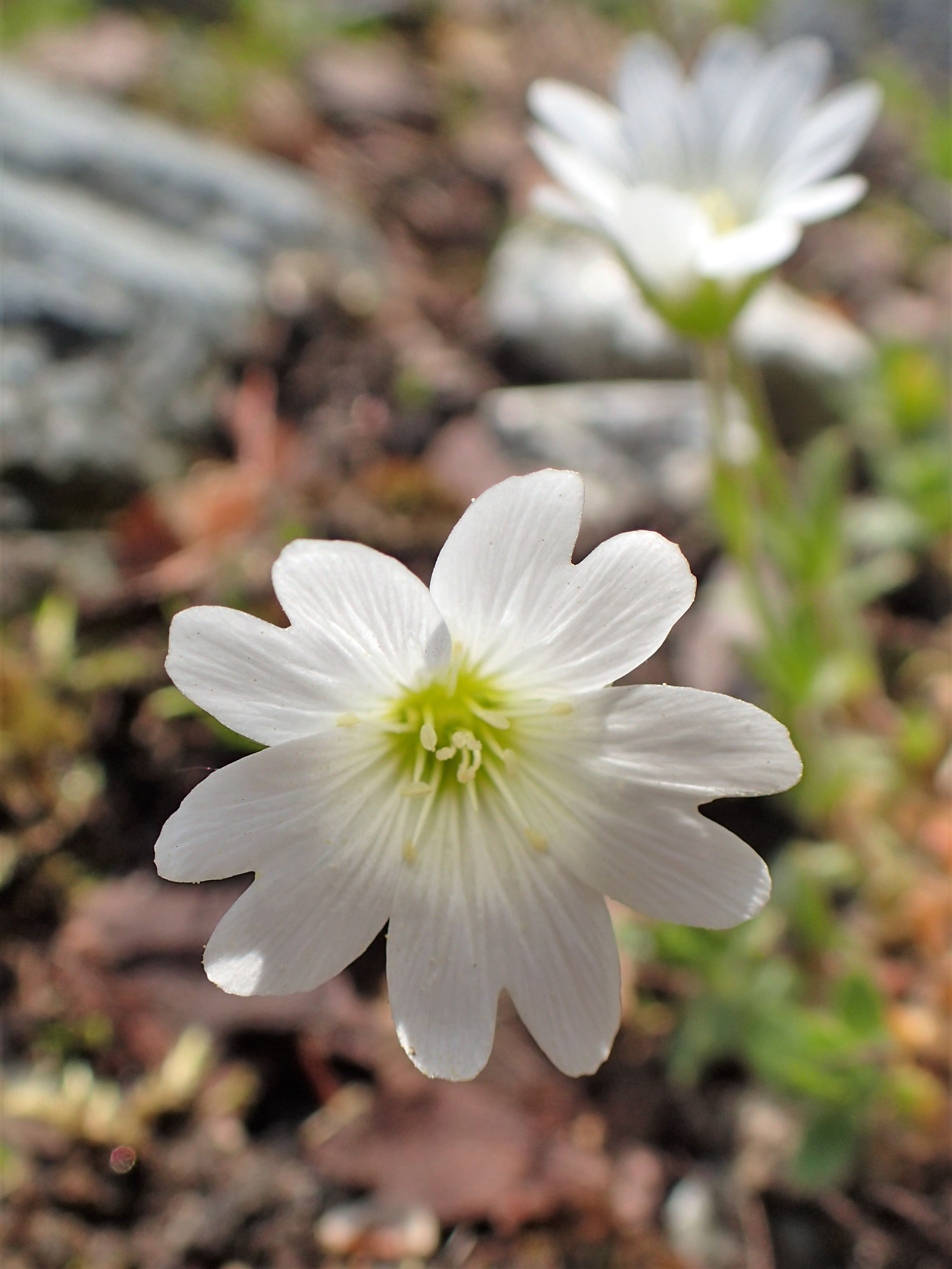
Blüte des Alpen-Hornkrauts Cerastium alpinum

In kleinen, in den Granodiorit eingeschnittenen Tälern findet sich am Beinn Mheadhoin entgegen dem ersten Eindruck eine teils endemische Flora. Darunter das Hornkraut Cerastium alpinum, das Löffelkraut Cochlearia alpina, der Gegenblättrige Steinbrech Saxifraga oppositifolia und das Stängellose Leimkraut Silene acaulis. In den eingeschnittenen Schluchten in Richtung Osten finden sich das Gauchheilblättrige Weidenröschen Epilobium anagallidifolium und die Alpenscharte Saussurea alpina sowie in kleinen Rinnen am Bergfuß das Birngrün Orthilia secunda. Auf der Südabdachung wächst das Hartriegelgewächs Chamaepericlymenum suecicum und selbst auf dem vegetationslos erscheinenden Gipfelplateau findet sich  die Rauschbeere Vaccinium uliginosum. Am Meall na Greine erscheinen neben Saxifraga oppositifolia die Alpen-Wiesenraute Thalictrum alpinum und die Kleine Simsenlilie Tofieldia pusilla.